# Géosphère

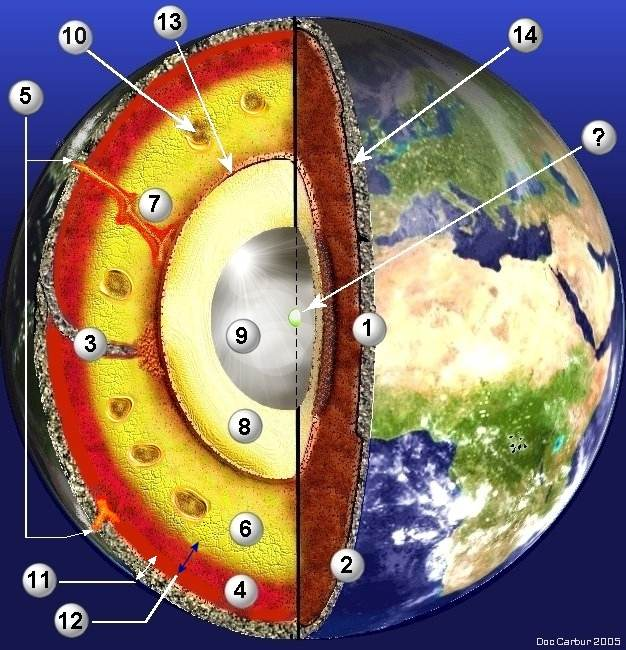
Structure détaillée de la géosphère : croûte continentale(1), croûte océanique(2), subduction(3), manteau supérieur(4), points chauds(5), manteau inférieur(6), panache(7), noyau externe(8), noyau interne(9), cellule de convection(10), lithosphère(11), asthénosphère(12), discontinuité de Gutenberg(13), discontinuité de Mohorovicic(14), graine (?).

Le terme géosphère est globalement synonyme de « planète Terre » ou « globe terrestre », mais il est l'objet de plusieurs définitions partiellement contradictoires :
- pour Aristote (dans sa Physique et ses Météorologiques), les géosphères étaient quatre couches concentriques, en lien avec les quatre éléments ;
- la géosphère (de) peut signifier en sciences de la Terre, l'ensemble de la lithosphère, de l'hydrosphère, de la cryosphère et de l'atmosphère[1] ;
- dans les textes modernes le terme géosphère se rapporte plutôt aux parties solides de la Terre, et s'oppose ainsi à l'atmosphère, l'hydrosphère et la biosphère[2].